# Kräutersammler

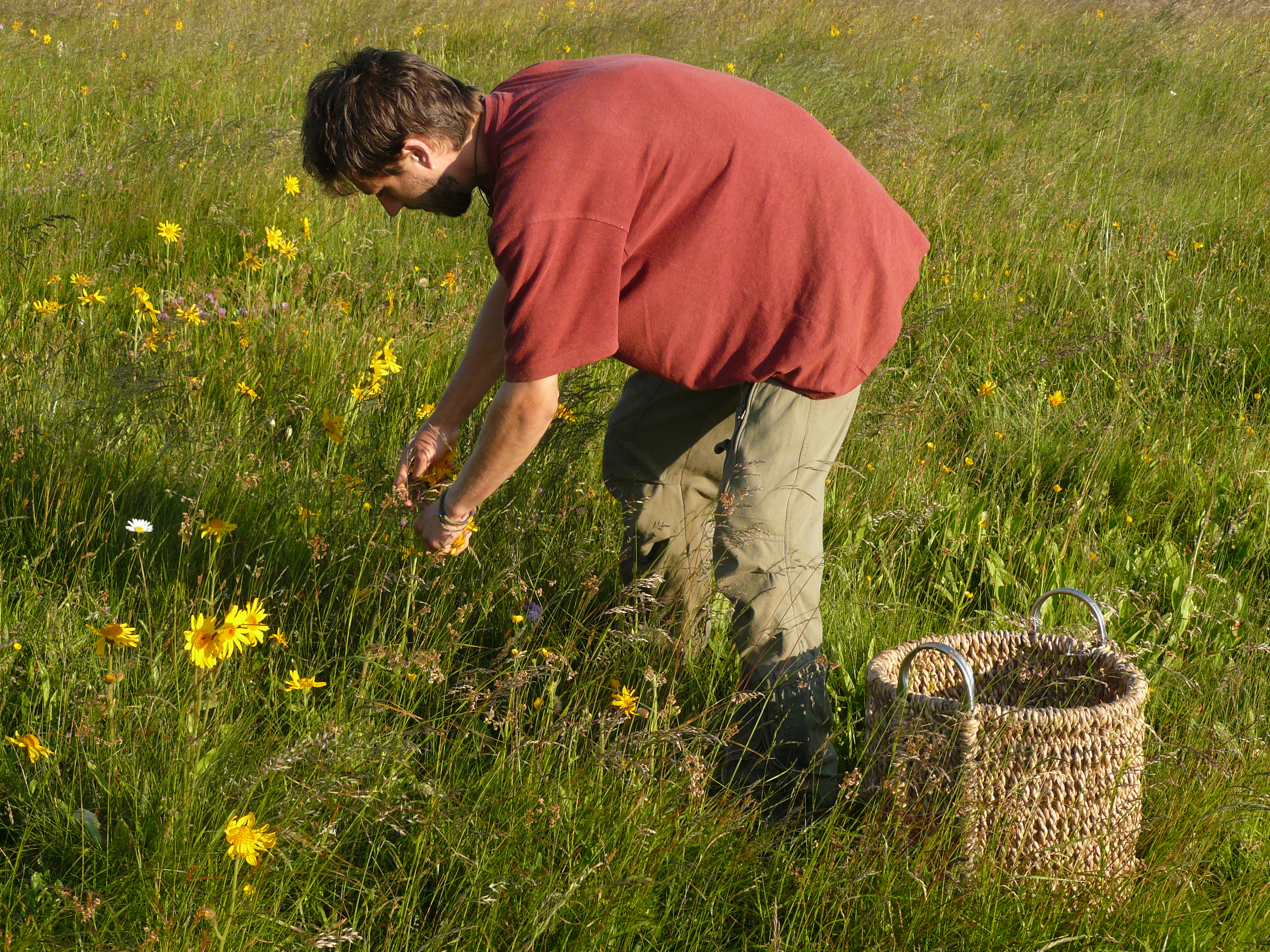
Sammeln von Arnika, Arzneipflanze des Jahres 2001

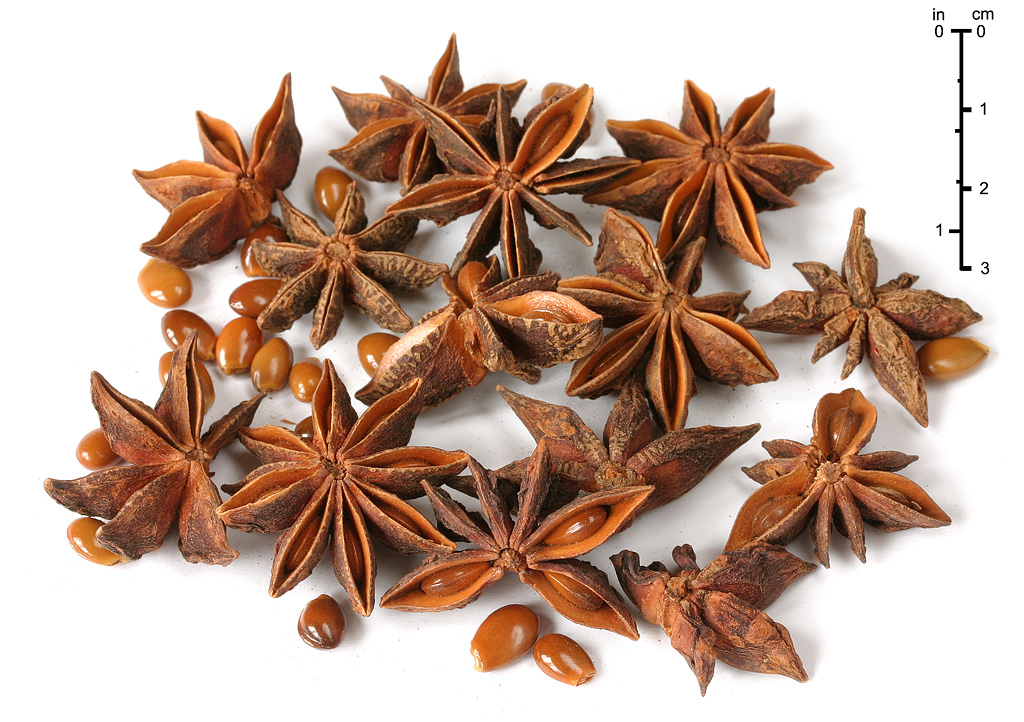
Heilkraut Sternanis

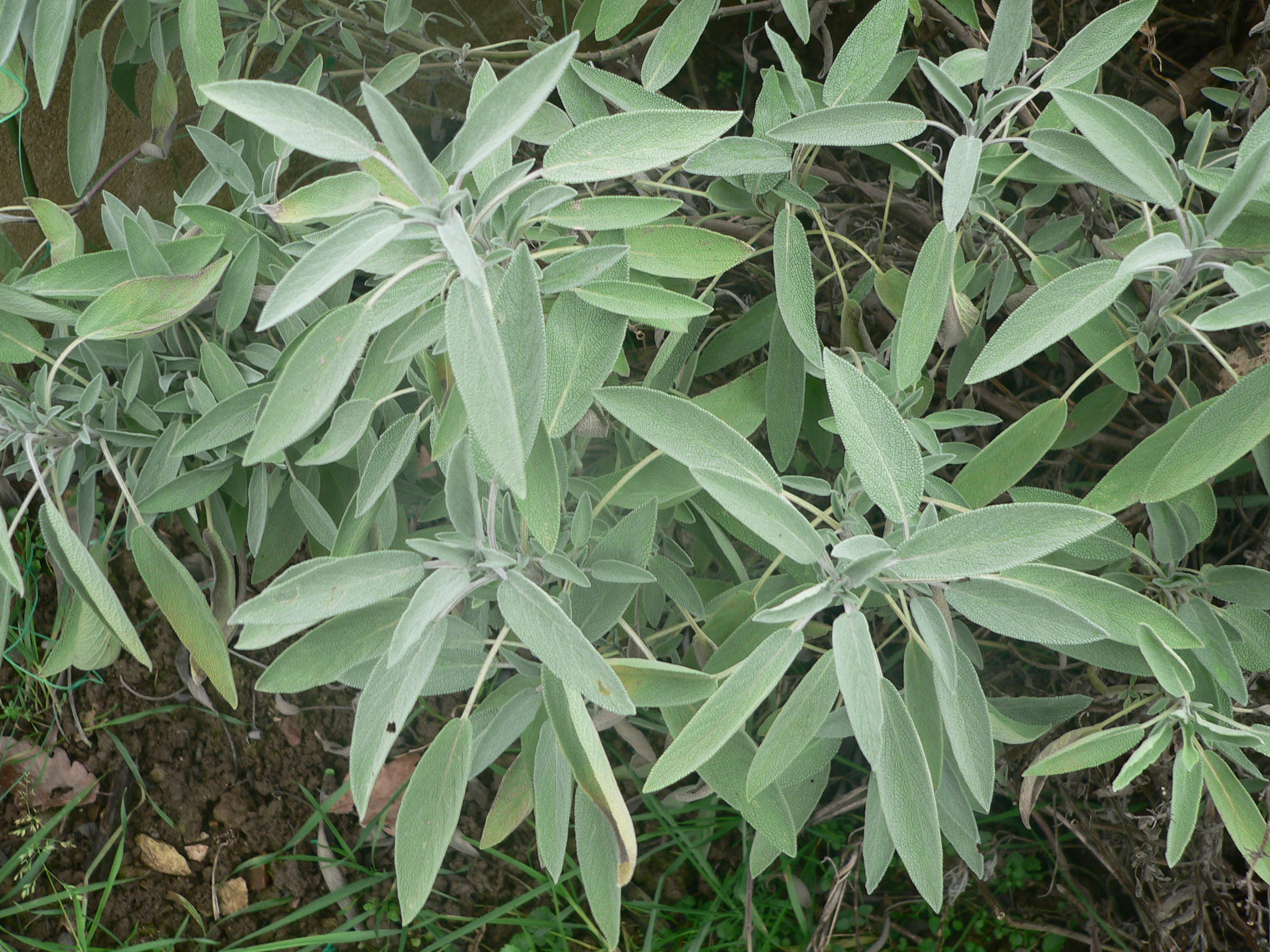
Heilkraut Salbei

Kräutersammler, Wurzler, Wurzelmann bzw. Kräuterfrau oder Kräuterweibl und Krüder (plattdeutsch für „Kräuter“ oder „Kräutler“) sind alte Berufsbezeichnungen für Menschen, die in der Natur Heipflanzen (insbesondere Heilkräuter und Wurzeln) sammelten, gelegentlich auch als Rhizotom (Wurzelschneider), Wurzelgräber, Wurzelsammler, Wurzler sowie als „Wurzelsepp“  bezeichnet wurden und zum Teil auch laienärztlich tätig waren. Diese wurden zu Medizin oder Kräuterlikör verarbeitet und fanden in der Volksmedizin Anwendung.
Laborant hießen im Riesengebirge jene Leute, die Essenzen und Branntwein aus Kräutern bereiten.

## Geschichte
Der Hauptwirkungskreis für deutsche Kräutersammler bzw. Heilpflanzensucher lag seit dem 17. Jahrhundert im Riesengebirge. Im Gebiet um Arnsdorf und Krummhübel in Niederschlesien lag das Zentrum der Sammler und Laboranten. Dort wurden die im Gebirge wachsenden Kräuter zu Tee, Magentropfen und anderen Arzneien verarbeitet und weitergehandelt. Der Ort Arnsdorf gelangte dadurch zu relativem Wohlstand.

Aus dem Jahr 1690 ist die Beschreibung eines Laboranten überliefert: 

„Er war eine eigenartige Erscheinung – groß, ganz in Grün gekleidet, mit einem mächtigen Kranz aus allerlei Kräutern auf dem Kopf und einem ebenso mächtigen Bart. Um seinen Hals hingen lebendige Schlangen; er ließ sich von ihnen blutig beißen, um anschließend die heilende Wirkung des Schlangenspecks zu demonstrieren, mit dem er die frischen Bisswunden bestrich. Er hatte verschiedene Kräuter dabei. Es wurde erzählt, dass er sogar Mittel gegen Zauber besaß.“

Unweit von Arnsdorf liegt Stonsdorf, das dem Kräuterlikör Echt Stonsdorfer Bitter seinen Namen gab. Er wurde ab 1810 aus den Kräutern des Riesengebirges hergestellt. Nach dem Zweiten Weltkrieg siedelte sich die Herstellerfirma in Norderstedt an.
Ab 1843 ging die Zahl der praktizierenden Laboranten immer mehr zurück. Der Grund war eine neue Gewerbeordnung zur Zeit Friedrich Wilhelms III., die nur amtlich zugelassene medizinische Präparate erlaubte. Lediglich den damals lebenden Kräutersammlern wurde die Berechtigung zur Verarbeitung ad dies vitae gelassen.
Der letzte Laborant von Krummhübel, Ernst August Zölfel, starb 1884. Theodor Fontane hat ihm 1891 mit der Erzählung Der letzte Laborant ein literarisches Denkmal gesetzt. An die Laboranten erinnern auch Epitaphsteine aus dem 18. Jahrhundert an einer Mauer der St.-Hedwig-Kirche in Arnsdorf.